# Rotten Apple
Rotten Apple – drugi studyjny album amerykańskiego rapera Lloyd Banksa. Został wydany w październiku 2006 roku.

## Lista utworów
| #  | Tytuł                                         | Producent(ci)                               | Czas |
| -- | --------------------------------------------- | ------------------------------------------- | ---- |
| 1  | "Rotten Apple" (feat. 50 Cent & Prodigy)      | Havoc, Sha Money XL                         | 4:26 |
| 2  | "Survival"                                    | Young RJ                                    | 3:47 |
| 3  | "Playboy 2"                                   | Ron Browz                                   | 3:44 |
| 4  | "The Cake" (fea. 50 Cent)                     | Fatin "10" Horton                           | 2:46 |
| 5  | "Make a Move"                                 | Midi Mafia                                  | 4:46 |
| 6  | "Hands Up" (feat. 50 Cent)                    | Eminem, Dangerous LLC, Bang Out             | 4:00 |
| 7  | "Help" (feat. Keri Hilson)                    | Ron Browz, Sha Money XL                     | 3:54 |
| 8  | "Addicted" (feat. Musiq Soulchild)            | Daniel Jones, Jermaine Mobley, Sha Money XL | 3:00 |
| 9  | "You Know the Deal" (fea. Rakim)              | Product, Whitton                            | 4:05 |
| 10 | "Get Clapped" (feat. Mobb Deep)               | Needlz                                      | 5:01 |
| 11 | "Stranger"                                    | Nick Speed                                  | 3:10 |
| 12 | "Change"                                      | Prince, Machavelli                          | 3:35 |
| 13 | "NY NY" (feat. Tony Yayo)                     | Eminem, Luis Resto                          | 3:29 |
| 14 | "One Night Stand" (feat. Keon Bryce)          | 9th Wonder                                  | 3:57 |
| 15 | "Iceman" (feat. Young Buck, Scarface & 8Ball) | Dave Morris                                 | 5:28 |
| 16 | "Gilmore's"                                   | Richard "Younglord" Frierson                | 2:50 |